# Hieronyma rufa
Hieronyma rufa är en emblikaväxtart som beskrevs av P.Franco R.. Hieronyma rufa ingår i släktet Hieronyma och familjen emblikaväxter.
Artens utbredningsområde är Colombia. Inga underarter finns listade i Catalogue of Life.